# 刘砚青
刘砚青（1923年12月—2010年5月19日），原名刘俊田，男，山西平定人，中华人民共和国政治人物，曾任山西省人民检察院检察长，山西省人大常委会副主任。